# Radio 2Day
Radio 2Day ist ein lokaler Hörfunksender, der im Raum München sendet. Der Name „2Day“ stammt aus den Anfangszeiten des Senders, als die Hälfte des Programmes aus Rockmusik, die andere Hälfte aus Funk&Soul-Musik bestand.

## Geschichte
Peter Bertelshofer, der spätere Gründer von Radio 2Day, reichte 1984, als er an der Universität Regensburg Humanmedizin studierte, ein Konzept für ein privates Hörfunkprogramm in München ein. Das eingereichte Konzept hieß „Radio 2Day“, weil innerhalb eines Sendetages (engl. „day“) zwei ganz verschiedene, eigentlich nicht vereinbare Musikrichtungen gespielt werden sollten. So wurden dann nach der Umsetzung abwechselnd Rockhits und Hits aus den Bereichen Funk & Soul gespielt. Zunächst war das Programm von Radio 2Day auf der Münchner Lokalwelle UKW 96,3 MHz mit vorgesehen.
Zum eigentlichen Sendestart am 29. September 1985 sendete Radio 2Day auf der Münchner Lokalfrequenz 92,4 MHz. Diese Frequenz war dem Sender im Zuge eines Frequenzsplitting zugewiesen worden. Ab dem 1. April 1986 sendete Radio 2Day dann zusammen mit Radio Charivari 95.5 München täglich in der Zeit von 21 Uhr bis 1 Uhr. Trotz dieser sehr späten Abendprogrammzeiten wurde Radio 2Day aufgrund des unüblichen Programmkonzeptes bald sehr bekannt und beliebt.
Ab 11. April 1988 teilte sich Radio 2Day die neue Frequenz 89,0 MHz zunächst mit dem von Jo Lüders und Peter Pelunka gegründeten StarSat Radio. Später beanspruchte Peter Pelunka die Sendezeit von StarSat Radio für sein Programm 89 Hit FM und teilte die Frequenz bis zum 30. November 2000 mit Radio 2Day und dem damals katholischen Sender Rundfunk Neues Europa-RNE (jetzt Radio Horeb).
Nach Einstellung des Sendebetrieb von 89 Hit FM auf der Frequenz 89,0 MHz am 30. November 2000 bekam Radio 2Day die Sendezeit von 89 Hit FM zusätzlich zugewiesen und sendete von montags 5 Uhr bis sonntags 3 Uhr. Am 15. Oktober 2004 wechselte Radio neues Europa auf die Münchner Lokalfrequenz 92,4 MHz und wurde gleichzeitig in Radio Horeb umbenannt. Seither sendet Radio 2Day ganztägig auf der Lokalfrequenz 89,0 MHz.
2002 gab es eine Format-Änderung: das Programm wurde auf die als vernachlässigt empfundene Zielgruppe ab 25 Jahren ausgerichtet, mit dem Schwerpunkt auf „Classics“ aus den 70ern und 80ern, Funk-, Soul- und Rock-Classics.
Radio 2Day betreibt auch noch den Sender Be4 Classic Rock, der via DAB in München und Umgebung verbreitet wird.

## Empfang
- UKW 89,0 MHz München
- DVB-C im Raum München
- DAB+ Kanal 11C München (seit November 2011)
- Webstream